# Дикая штучка (фильм, 2010)
«Дикая штучка» (англ. Wild Target) — комедийный фильм Джонатана Линна 2010 года. За его основу взят французский фильм 1993 года Cible émouvante. Сценарий написала Люсинда Коксон, продюсерами выступили Мартин Поуп и Майкл Роуз. Главные роли исполняют Билл Найи, Эмили Блант, Руперт Гринт и Айлин Эткинс.

## Сюжет
Профессиональный киллер средних лет Виктор Мэйнард, неженат и живёт вместе со своей матерью. Неожиданно он отвлекается от своей профессиональной деятельности, когда обнаруживает, что его привлекла одна из его намеченных жертв, Роуз. Он сохраняет ей жизнь, неожиданно при этом получая юного ученика, Тони. Считая Виктора частным детективом, двое его новых компаньонов ходят за ним по пятам в то время, как он старается сохранить жизнь Луизе.

## В ролях
- Билл Найи — Виктор Мэйнард
- Эмили Блант — Роуз
- Руперт Гринт — Тони
- Айлин Эткинс — Луиза
- Грегор Фишер — Майк
- Руперт Эверетт — Фергюсон
- Мартин Фримен — Диксон